# Jacques de Lesdain
Pour les articles homonymes, voir Bouly et Lesdain.
 (février 2020).
Jacques Bouly de Lesdain est un journaliste français et un collaborateur, né à Dunkerque le 4 octobre 1880, mort après janvier 1976 en Italie.
Il a été condamné à mort par contumace le 6 février 1950 par la justice française.

## Biographie
Issu d'une famille du département du Nord, il est le fils de Gaston Bouly de Lesdain, avocat à Dunkerque et membre de l'Action française, et de Pauline Hamoir. Diplômé en sciences politiques, il devient diplomate. En 1902 il est attaché à la légation de France à Pékin et voyage à travers le désert de Gobi, puis au Brésil.
Il épouse le 16 juillet 1904 à Chabernoor (Mongolie) Mabel Bailey (1885-1968), dont il aura une fille, Pauline (1906-1993).
Il se remarie en avril 1910 avec Agnès Helena Bruning (1890-1930), dont il aura une fille, Nadine (1911-2008).
Le 27 avril 1927, à Monaco, il épouse en troisièmes noces une Allemande, Emilie Joséphine Gammersbach (1892-1978).
En 1939, il est nommé correspondant à Bâle pour le magazine L'Illustration.
Sous l'Occupation, il est en concurrence avec Henri Labroue pour la direction de l'Institut d'étude des questions juives. Otto Abetz voit en lui « le rédacteur et speaker le plus efficace dans les appels au peuple français ». Le 29 août 1940, il dénonce deux agences photographiques dont la direction est « assurée par des Juifs ». Le 5 décembre 1940, le docteur Friedrich Grimm impose de signer un contrat de trois ans à Jacques de Lesdain à L'Illustration. Son nom apparaît à la une de l'hebdomadaire, à compter du 14 décembre 1940 (no 5101) avec le titre de « rédacteur politique », mais l'expression « directeur politique » conviendrait sans doute mieux. Il organise d'autre part deux expositions au Grand Palais : « La France européenne » (mai 1941) et « La vie nouvelle » (avril 1942) puis « La Franc-maçonnerie dévoilée ».
En août 1944, il fuit à Sigmaringen, où se sont réfugiés Marcel Déat, Fernand de Brinon, Jean Luchaire, Joseph Darnand, Jacques Doriot, Louis-Ferdinand Céline, Lucien Rebatet, Pierre-Antoine Cousteau, lesquels accompagnent le maréchal Pétain dans sa fuite. Lesdain prend alors la direction de la Radiodiffusion du gouvernement français en exil à Sigmaringen, Ici la France — ou Radio Sigmaringen —, radio créée par Jean Luchaire et qui « employait » 90 personnes pour essayer, par de la désinformation, de contrebalancer les émissions françaises de la BBC.
Il se réfugie avec son épouse en Italie, avec de faux papiers. Il est condamné à mort par contumace le 6 février 1950, cinq ans et demi après la Libération. Résidant à Rome, Jacques de Lesdain propose ses services en tant que traducteur et professeur de français et s'engage, auprès des autorités italiennes, à ne pas faire de politique. De 1958 à 1968, il travaille pour L'Osservatore Romano, le journal du Vatican, sous Pie XII, Jean XXIII et Paul VI et bénéficie de la protection du cardinal Joseph Frings. On perd sa trace après le 22 janvier 1976.

## Publications
- En Mongolie, 15 juin-22 septembre 1902, 1903
- Voyage au Thibet par la Mongolie : de Pékin aux Indes, 1908
- Histoire de la juridiction consulaire de Dunkerque : 1700-1791, Dunkerque, imprimerie du Nord maritime, 1926
- La Seconde Paix, sous le pseudonyme d'Esdalin, 1931
- Comment on reconstruit les peuples, 1941
- Notre rôle européen, 1941
- Le Don de soi-même, 1942
- Notre jeunesse et l'avenir européen, 1942